# Cyclosa punjabiensis
Cyclosa punjabiensis är en spindelart som beskrevs av Ghafoor och Mirza Azher Beg 2002. Cyclosa punjabiensis ingår i släktet Cyclosa och familjen hjulspindlar.
Artens utbredningsområde är Pakistan. Inga underarter finns listade i Catalogue of Life.